# Smereków
Smereków (ukr. Смереків) – wieś na Ukrainie, w rejonie lwowskim (wcześniej w rejonie żółkiewskim) obwodu lwowskiego. Wieś liczy 700 mieszkańców.
Wieś prawa wołoskiego, położona była na początku XVI wieku w ziemi lwowskiej województwa ruskiego. W XVIII wieku wieś należała do rodziny Mrozowickich herbu Prus III, w 1754 roku Adam Mrozowicki, starosta stęgwilski i regimentarz wojsk koronnych, przekazał Smereków oraz wieś Przemiwółki,  jako donację Franciszkowi Postempskiemu, cześnikowi buskiemu.
W II Rzeczypospolitej do 1934 samodzielna gmina jednostkowa. Następnie należała do zbiorowej wiejskiej gminy Nadycze w powiecie żółkiewski w woj. lwowskim. Po wojnie wieś weszła w struktury administracyjne Związku Radzieckiego.